# Lisa Arnholdt
Lisa Arnholdt (Mutlangen, 27 de julio de 1996) es una jugadora de voleibol y voleibol de playa alemana.

## Carrera

### Voleibol de sala
Arnholdt comenzó a jugar voleibol en el equipo de su ciudad nata, el TSV Mutlangen, cuando tenía diez años. Con la selección juvenil de Baden-Württemberg fue tercera en la copa federal de 2012 en Hannover. Al mismo tiempo, Arnholt jugó para DJK Schwäbisch Gmünd en la Regionalliga Süd y se convirtió en campeón aquí en 2015. Luego se mudó a la MTV Stuttgart, con quien estuvo en la 3.º división. Jugó en la Liga Süd.

### Voleibol de playa

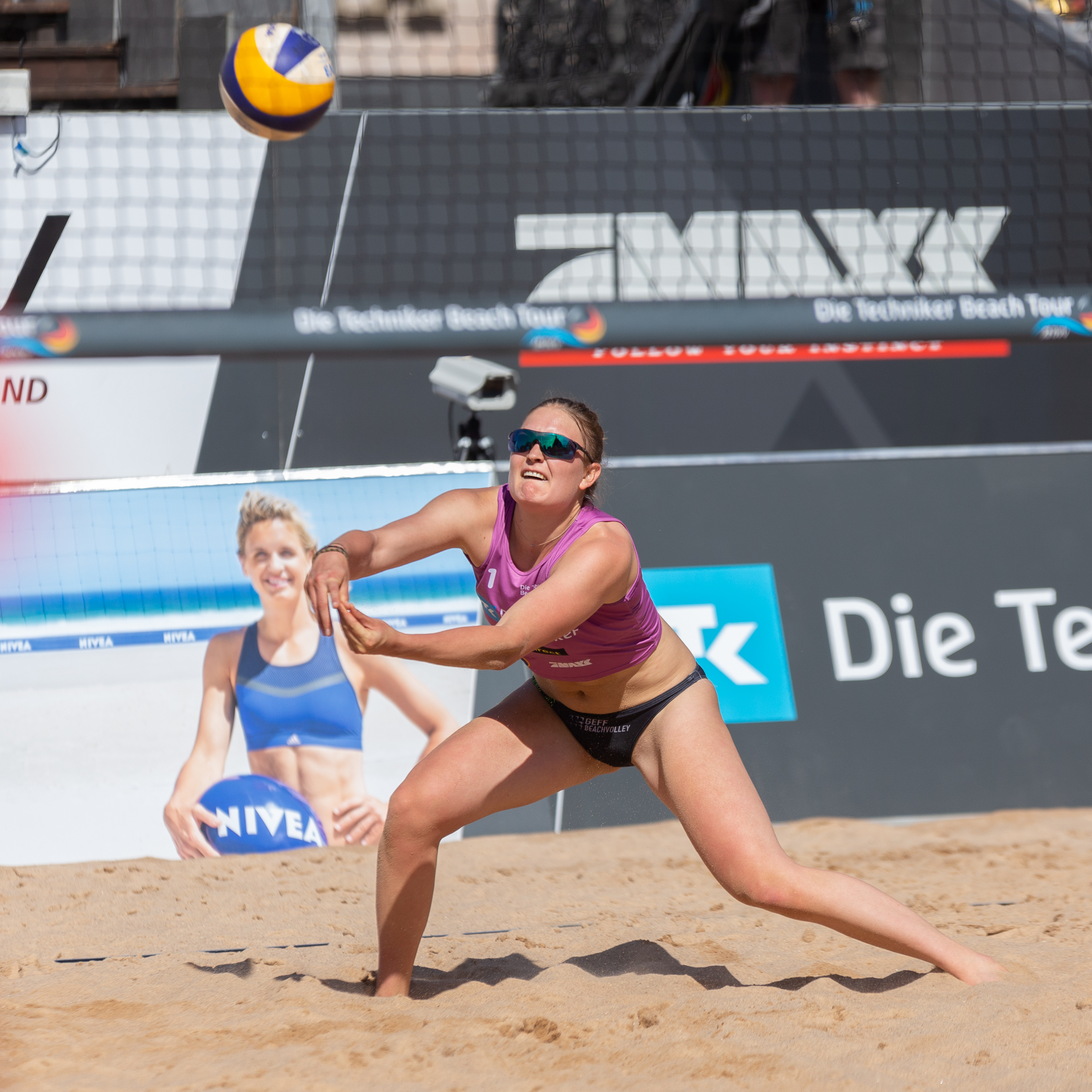
Arnholdt en el Techniker Beach Tour en 2019.

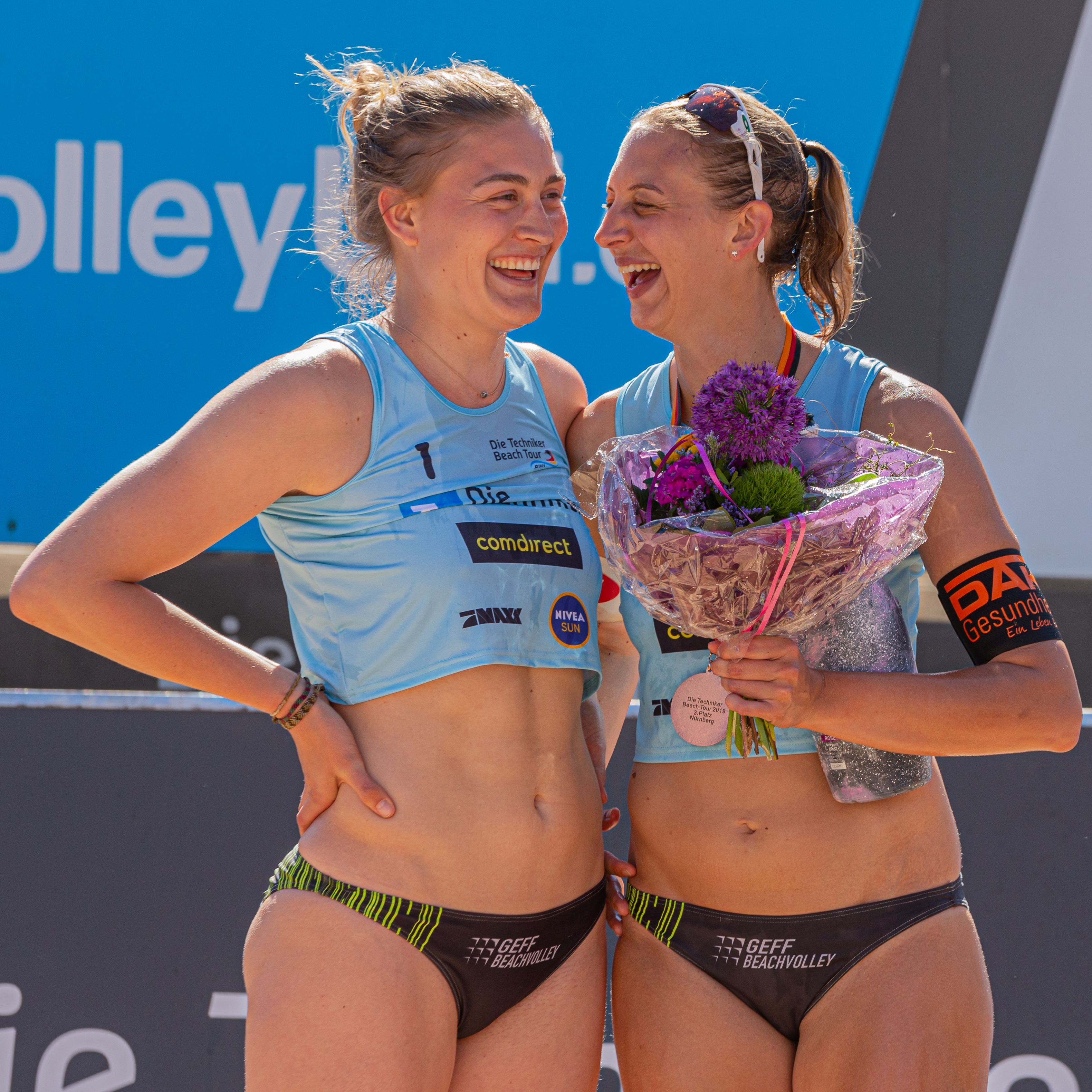
Arnholdt (izquierda) y Natascha Niemczyk en el Techniker Beach Tour en 2019.

Arnholdt también juega voleibol de playa desde 2012. Su pareja estándar desde 2013 fue Leonie Welsch de Rotemburgo del Néckar, con quien se convirtió en Vicecampeona de Alemania Sub-19 en Kiel y Campeona de Alemania Sub-18 en Grimma en su primer año juntas. Luego terminó quinta junto a Sarah Mater en el Campeonato de Europa Sub-18 en Maladzyechna, Bielorrusia. En 2014, Arnholdt se convirtió en vicecampeona mundial sub-19 con Sarah Schneider en Oporto y ganó la medalla de bronce en los Juegos Olímpicos de la Juventud de Nankín 2014. Con Nadja Glenzke, terminó quinta en el Campeonato Europeo Sub-22 de 2015 en Macedo de Cavaleiros, Portugal. Luego, Arnholdt jugó en su primer campeonato alemán en Timmendorfer Strand al lado de la internacional y actual campeona alemana Britta Büthe, ya que su pareja Karla Borger falló después de una cirugía de espalda y fue séptima. En 2016, Arnholdt jugó junto a Anni Schumacher. Con Glenzke fue tercera en el Campeonato Europeo Sub-22 en Salónica. En 2017/2018, Arnholdt volvió a jugar con Leonie Welsch, con quien volvió a terminar tercera en el Campeonato Europeo Sub-22 de Baden.

## Educación
Arnholdt ha estado estudiando tecnología médica en la Universidad de Tubinga desde el semestre de invierno 2014/15.